# Susan Partridge

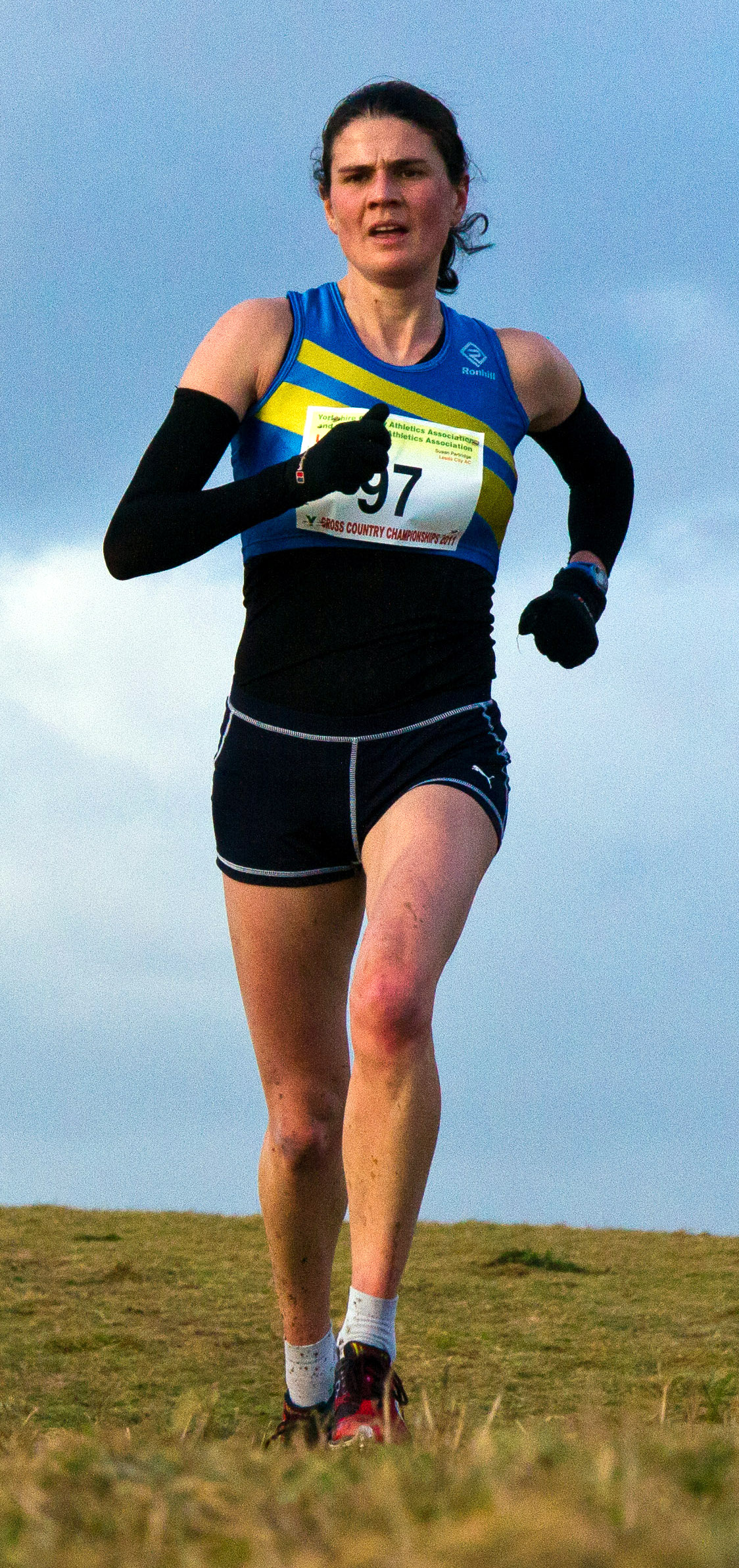
Susan Partridge, 2011

Susan Partridge (* 4. Januar 1980) ist eine britische Marathonläuferin.
2004 belegte sie beim London-Marathon den 20. Platz. Im Jahr kam sie nach einem Sieg beim Bath-Marathon in London auf Rang 15 und bei den Halbmarathon-Weltmeisterschaften 2005 in Edmonton auf Rang 25.
2006 wurde sie beim Marathon der Commonwealth Games in Melbourne für Schottland startend Zehnte, Siebte beim Great Scottish Run und lief bei den Straßenlauf-Weltmeisterschaften in Debrecen auf dem 27. Platz ein. 2007 wurde sie jeweils Sechste beim Great North Run und beim Dublin-Marathon. Beim London-Marathon 2008 kam sie auf Platz 17.
2009 gewann sie den Birmingham-Halbmarathon. 2010 wurde sie Zweite in Bath und siegte beim Reading-Halbmarathon. Mit einem 15. Platz beim London-Marathon qualifizierte sie sich für die Europameisterschaften in Barcelona, wo sie auf Rang 14 einlief.
2011 folgte einem 23. Platz beim London-Marathon ein 24. Platz bei den Weltmeisterschaften in Daegu. Im darauffolgenden Jahr wurde sie Zweite in Bath, lief beim London-Marathon auf Rang 25, wurde Sechste beim Philadelphia-Halbmarathon, kam bei den Halbmarathon-Weltmeisterschaften 2012 in Kawarna auf Rang 22 und siegte beim Cardiff-Halbmarathon.
2013 wurde sie Zweite in Bath, Neunte in London, Zehnte bei den Weltmeisterschaften in Moskau und gewann beim Great Scottish Run. 2014 siegte sie in Reading und kam bei den Halbmarathon-Weltmeisterschaften in Kopenhagen auf den 40. Platz. Beim Marathon der Commonwealth Games in Glasgow wurde sie Sechste, beim Great North Run Zehnte und beim Great Scottish Run Fünfte.

## Persönliche Bestzeiten
- Halbmarathon: 1:10:32 h, 3. März 2013, Bath
- Marathon: 2:30:46 h, 21. April 2013, London